# Космос-1986
Космос-1986 је један од преко 2400 совјетских вјештачких сателита лансираних у оквиру програма Космос.
Космос-1986 је лансиран са космодрома Тјуратам, Бајконур, СССР, 29. децембра 1988. Ракета-носач Сојуз је поставила сателит у орбиту око планете Земље. 